# Max Webster
Max Webster — канадская хард-рок-группа, образованная в Торонто в 1972 году. Группа была относительно успешной в Канаде, выпустив несколько альбомов-бестселлеров, и имела незначительный успех в Великобритании, прежде чем распалась в 1981 году. Основатель группы Ким Митчелл впоследствии вела долгую и успешную сольную карьеру в Канаде. В 2023 году группа была включена в Канадскую Аллею славы.

## История
Первые концерты группа дала в декабре 1972 года. На тот момент её участниками были гитарист и вокалист Ким Митчелл, басист Майк Тилка и барабанщик Фил Труделл. Группа недолгое время называлась Stinky, затем Special Delivery. К началу 1973 года они остановились на Max Webster, названии, придуманном Тилкой во время игры с Дэрил Стюрмером в группе из Милуоки под названием Family at Mac’s (Стюрмер написал песню, вдохновлённую Беном Вебстером, под названием Song for Webster).
В начале 1973 года к группе присоединился Джим Брутон, игравший на клавишных. В апреле 1973 года новы ударником стал Пол Керси, в феврале 1974 года а Терри Уоткинсон заменил Брутона. Max Webster подписали контракт с SRO Management в 1975 году, а год спустя вышел их одноимённый дебютный альбом, сопродюсером которого выступил Терри Браун. Группа быстро завоевала репутацию на барной сцене Торонто благодаря своему юмору, сценическим выходкам и репертуару, включающему каверы на Jethro Tull и Фрэнка Заппу, а также композиции, охватывающие широкий спектр жанров. Состав Митчелл/Тилка/Керси/Уоткинсон был самым продолжительным в истории группы, и к 1976 году в их каталоге было более 50 оригинальных песен.
После канадского тура на разогреве у Rush Керси покинул группу и был заменен Гэри Маккракеном. После записи и гастролей в поддержку их второго альбома High Class in Borrowed Shoes (1977) Тилка последовал его примеру и покинул группу, будучи замененным Дэйвом Майлзом (хотя Билли Шиэн был первым выбором Митчелла, который занимался пре-продукцией для их следующего альбома, в то время как Тилка продолжал выступать на концертах). Майлз играл с Митчеллом и Маккракеном в ряде групп до Max Webster, все из которых базировались в их родном городе Сарния (Онтарио).
Митчелл и поэт-песенник Пай Дюбуа написали большую часть их материала, их сотрудничество началось в Греции в 1972 году. Уоткинсон написал от одной до трёх песен для каждого альбома, а Маккракен и Майлз в конечном итоге также внесли свой вклад.
Max Webster много гастролировали с середины 1970-х до начала 1980-х, обычно играя 200—250 концертов в год в барах, средних школах, театрах и на аренах. Среди артистов, для которых они выступали на разогреве, были Bachman-Turner Overdrive, Blondie, The Cars, Cheap Trick, Peter Gabriel, Genesis, The Guess Who, Kansas, Ted Nugent, Rainbow, Rare Earth, REO Speedwagon, Rush, Strawbs и Styx. К 1978 году группа стала хедлайнером на большинстве крупных канадских рынков, хотя они продолжали проводить обширные туры с Rush за пределами Канады, выступив с ними более 200 раз.
Их третий альбом Mutiny Up My Sleeve (1978) был спродюсирован группой, Терри Брауном и их теперь уже бывшим басистом Майком Тилкой (который теперь работал в офисе Anthem/SRO и был призван закончить альбом после ухода Брауна). Состав Митчелл/Уоткинсон/МакКракен/Майлз просуществовал до их четвёртого альбома A Million Vacations и последующего концертного альбома Live Magnetic Air, оба были выпущены в 1979 году (Браун воссоединился с группой для записи последнего).
Хотя их альбомы стали основными на FM-радио в Канаде, A Million Vacations был первым альбомом Max Webster, который создал хит-синглы, вошедшие в канадский топ-100. Первым хитом группы был «Let Go the Line», написанный и исполненный Терри Уоткинсоном, и достиг 41-го места в канадских чартах. Последующий сингл «A Million Vacations» был написан Маккракеном/Дюбуа, спет Маккракеном и достиг 80-го места в Канаде. Третий и последний сингл альбома, Paradise Skies, был композицией Митчелла/Дюбуа, спет Митчеллом, и стал небольшим хитом как в Канаде (номер 21), так и в UK Singles Chart (номер 43).
Получив некоторое международное признание, Max Webster затем гастролировали по Великобритании и Европе, поддерживая Rush в 1979 году, и отыграли собственные успешные концерты в знаменитом клубе Marquee в Лондоне. Однако их карьера застопорилась, когда американский лейбл группы Capitol Records отказался финансировать последующий европейский тур. Группа вернулась в Великобританию более чем через год, но плохие продажи билетов из-за отсутствия рекламы привели к отмене их концертов, и были отыграны только два концерта в поддержку Black Sabbath.
Перед записью пятого и последнего студийного альбома группы Universal Juveniles (1980) Уоткинсон ушёл, превратив Max Webster в трио в составе Митчелла, Маккракена и Майлза. Universal Juveniles был записан при помощи сессионных музыкантов Дэвида Стоуна (который также недолго гастролировал с группой) и Дуга Райли. Песня Battle Scar была записана вживую, когда все три участника Rush играли вместе с Max Webster (Уоткинсон вернулся только для этой записи).
Майлз покинул группу сразу после записи альбома, оставив Митчелла и Маккракена единственными постоянными участниками Max Webster. Вскоре Митчелл собрал новый гастрольный состав с Майком Гингричем на басу, Грегом Чеддом на клавишных и Стивом Макмюрреем на второй гитаре. В конце концов, в декабре 1980 года Уоткинсон вернулся в группу в качестве оплачиваемого гастрольного участника, но Митчелл, тем не менее, решил распустить группу после концерта в поддержку Rush в Мемфисе (Теннесси) 16 апреля 1981 года, в первую очередь сославшись на усталость и отсутствие поддержки со стороны лейбла.

## Участники группы
- Ким Митчелл — гитара, вокал (1972—1981, 1990, 1995—1996, 2007)
- Терри Уоткинсон — клавишные, синтезатор, вокал (1974—1980, 1980—1981, 1990, 1995—1996, 2007)
- Майк Тилка — бас, синтезатор, вокал (1972—1977, 1990, 2007)
- Гэри МакКракен — ударные, перкуссия, вокал (1976—1981, 1990, 1995—1996, 2007)[10]
- Дэйв Майлз — бас, басовые педали, вокал (1977—1980)
- Пол Керси — ударные, перкуссия (1973—1976)
- Джим Брутон — клавишные (1973—1974)
- Фил Труделл — ударные, перкуссия (1972—1973)
- Дэвид Стоун — клавишные, синтезатор (1980)
- Майк Гингрич — бас, басовые педали, вокал (1980—1981)
- Стив Макмюррей — гитара (1980—1981; умер в 2014)
- Грег Чедд — клавишные, синтезатор (1980)
- Питер Фредетт — бас, вокал (1995—1996)
- Билли Шиэн — бас (1977)
- Пай Дюбуа — тексты песен (1973—1981, 1995—1996)